# Scranton (Karolina Południowa)
Scranton – miasto w Stanach Zjednoczonych, w stanie Karolina Południowa, w hrabstwie Florence.